# Modła (województwo łódzkie)
Modła – wieś w Polsce położona w województwie łódzkim, w powiecie skierniewickim, w gminie Słupia.

## Historia
Wieś kapituły katedralnej gnieźnieńskiej w ziemi rawskiej województwa rawskiego w 1792 roku. W latach 1975–1998 miejscowość administracyjnie należała do województwa skierniewickiego.